# Croix pattée de Guiry-en-Vexin
La croix pattée (ou Croisette) est une croix de chemin de Guiry-en-Vexin, en France.

## Description
La croix se situe sur la commune de Guiry-en-Vexin dans le nord-ouest du Val-d'Oise, sur la route du Tillay à proximité de la route départementale 14, à 1 km au nord-est du village de Guiry-en-Vexin et 1,5 km au sud-est de Cléry-en-Vexin. Elle est également connue sous le nom de « Croisette ».
Il s'agit d'une croix pattée en pierre : les bras de sa branche verticale sont étroits au niveau du centre et très larges à la périphérie. La branche horizontale conserve la même taille sur toute sa longueur, comme une croix latine ordinaire. Sa partie inférieure, légèrement évasée vers le bas, est montée sur un socle.

## Historique
La croix pattée de Guiry-en-Vexin date du XIIIe siècle. Les croix pattées sont considérées comme emblématiques du Vexin français, bien qu'il n'en subsiste plus que 17 sur le territoire de cette région.
La croix est inscrite au titre des monuments historiques le 17 février 1950.